# Sedmihlásek olivový
Sedmihlásek olivový či sedmihlásek olivní (Hippolais olivetorum) je zpěvný pták z čeledi rákosníkovitých (Acrocephalidae).

## Popis
Sedmihlásek olivový je velký téměř jako drozd. Na svrchní straně těla je šedavě zbarvený podobně jako sedmihlásek šedý, spodní strana těla je bělavá. Na křídlech je zpravidla patrně světlejší pole. Nápadné jsou dlouhé ruční letky, což spolu s dlouhým silným zobákem vzbuzuje dojem značně dlouhého, protaženého těla.

## Rozšíření
Hnízdí zejména v severovýchodním Středomoří od východního pobřeží Jaderského moře přes Balkánský poloostrov až po jihozápadní Turecko a Izrael. Výskyt zasahuje až k Arabskému poloostrovu. Zimuje v jižní a východní Africe.
Žije převážně v pobřežních oblastech. Obývá oblasti s výskytem tradičního zemědělství, jako jsou například sady, vinice a olivové háje.
Podle Červeného seznamu IUCN se jedná o málo dotčený taxon (LC) a jeho populace je považována za stabilní.

## Potrava
Živí se rozmanitým hmyzem, na podzim také fíky.

## Chování
Pták sedí při zpěvu na stromě, dobře skryt v listí. Občas si tento velký sedmihlásek hledá potravu i na zemi.